# Białobrzegi
Pour les articles homonymes, voir Białobrzegi (homonymie).
Białobrzegi (prononciation : [bʲawɔˈbʐɛɡʲi]) est une ville polonaise du powiat de Białobrzegi de la voïvodie de Mazovie dans le centre-est de la Pologne.
Elle est le siège administratif de la gmina de Białobrzegi et du powiat de Białobrzegi.
Elle se situe à environ 60 kilomètres au sud de Varsovie (capitale de la Pologne).
La ville couvre une surface de 7,51 km2 et comptait 7 320 habitants en 2006.

## Histoire
De 1975 à 1998, la ville appartenait administrativement à la voïvodie de Radom.

## Relations internationales

### Jumelage
La ville de Żyrardów est jumelée avec:
- Allennes-les-Marais (France)